# 福州三牧中学
福州三牧中学是中华人民共和国福建省福州市的一所民办初级中学，现任校长王能赋，现有两个校区，鼓楼校区位于福州市鼓楼区江厝路16号，马尾校区则位于马尾区马江路13号。

## 学校概况
1995年由福建省福州第一中学工会创办，并经福州教育局批准成立了福州三牧中学，三牧中学秉承福州一中“植基立本，成德达材”的校训和“勤奋、严谨、竞取、活跃”的校风。

## 鼓楼校区
鼓楼校区是其创始校区，1995年由福建省福州第一中学工会创办，并经福州教育局批准成立，1997年停办，2001年复办至今，位于鼓楼区江厝路16号占地面积58亩。

## 马尾校区
2017年马尾区与福州三牧中学签订合作协议。福州市马尾区三牧中学（简称马三或马牧）创办于2018年9月，坐落于福建省福州市马尾区马江路13号，总用地面积为11905.6平方米，总建筑面积约20000平方米。